# Depati Parbo Airport
Depati Parbo Airport är en flygplats i Indonesien.   Den ligger i provinsen Sumatera Barat, i den västra delen av landet, 800 km nordväst om huvudstaden Jakarta. Depati Parbo Airport ligger 791 meter över havet.
Terrängen runt Depati Parbo Airport är varierad. Runt Depati Parbo Airport är det ganska tätbefolkat, med 93 invånare per kvadratkilometer. Närmaste större samhälle är Sungai Penuh, 9,6 km väster om Depati Parbo Airport. I omgivningarna runt Depati Parbo Airport växer i huvudsak städsegrön lövskog.